# Den dag kommer aldrig
Den dag kommer aldrig er en dansk kortfilm fra 2003 med instruktion og manuskript af Asger Thor.

## Handling
To drenge løber hjemmefra og begynder at ro ud i Kattegat i en lille gummibåd. Det kan blive meget farligt, især fordi båden kun er et stykke legetøj.